# أيومي إيشيدا
أيومي إيشيدا (باليابانية: いしだあゆみ) هي مغنية وممثلة يابانية، ولدت في 26 مارس 1948 بساسيبو في اليابان.

## وصلات خارجية
- أيومي إيشيدا على موقع IMDb (الإنجليزية)
- أيومي إيشيدا على موقع ميوزك برينز (الإنجليزية)
- أيومي إيشيدا على موقع أول موفي (الإنجليزية)
- أيومي إيشيدا على موقع أول ميوزيك (الإنجليزية)
- أيومي إيشيدا على موقع ديسكوغز (الإنجليزية)
- أيومي إيشيدا على موقع قاعدة بيانات الفيلم (الإنجليزية)